# Подкомарная
Подкома́рная — река в Слюдянском районе Иркутской области. Правый приток Большой Быстрой в горной системе Хамар-Дабан.
Длина реки — 12 км.
Берёт начало недалеко от границы с Тункинским районом Бурятии. В верхней части (около половины течения) течёт с юга на север, затем поворачивает на северо-запад. В месте поворота реки имеются водопады. Бежит в горно-таёжной местности вдоль западного склона Комаринского хребта, откуда происходит её название. Впадает в реку Большую Быструю, в 26 км от места впадения последней в Иркут. Населённые пункты на реке отсутствуют.